# وینیل الکل
وینیل الکل (به انگلیسی: Vinyl alcohol) با فرمول شیمیایی C۲H۴O یک ترکیب شیمیایی با شناسه پاب‌کم ۱۱۱۹۹ است. که جرم مولی آن ۴۴٫۰۵۳ g/mol می‌باشد. 